# Merry-Joseph Blondel
Merry-Joseph Blondel (Paris, 25 de julho de 1781 - Paris, 12 de junho de 1853) foi um pintor neoclássico da França.
Iniciou nas artes trabalhando para a manufatura de porcelanas Dihl et Guerhard, e mais tarde estudou pintura com Jean-Baptiste Regnault. Venceu o Prêmio de Roma em 1803. Viveu na Villa Medici de Roma de 1809 a 1812, e recebeu uma medalha de ouro pela sua tela A morte de Luís XII. Blondel dedicou-se à decoração de interiores em vários palácios.
Após o Salon de Paris de 1824, recebeu o título de Cavaleiro, na Ordem da Legião de Honra por Charles X de França e ofereceu uma cátedra na Escola Nacional de Belas Artes (ele permaneceu na posição até sua morte, em 1853). Em 1832, ele foi eleito membro da Academia de Belas Artes, em Paris.
Jospeh foi estudante do mestre neoclássico Jean-Baptiste Regnault e, a partir de 1809, virou amigo do pintor Jean-Auguste-Dominique Ingres.
Durante grande parte da carreira de pintura de Blondel, ocupou comissões públicas de pinturas e obras em edifícios importantes, incluindo palácios, museus e igrejas. Blondel completou grandes comissões para o Palácio de Fontainebleau, o Palácio de Versalhes, o Museu do Louvre, o Palácio de Brongniart (também conhecido como Bourse de Paris), o Palácio de Luxemburgo e as igrejas de São Tomás de Aquino e Notre-Dame-de-Lorette.
La Circassienne au Bain, (1814), era um grande quadro pintado a óleo que se tornou conhecido durante a primeira parte do século XX, por ter sido o objeto de maior valor que foi destruído durante o naufrágio do RMS Titanic, em 1912.

## Biografia
Merry-Joseph foi pintor e especialista em decoração de estuque. Teve dois irmãos e uma irmã, incluindo Charles-François Armand Blondel, um arquiteto. Várias gerações da família Blondel se associaram à arquitetura e ao design e decoração de edifícios. Jacques-François Blondel (1705-1774), tio do artista, escreveu um tratado sobre o tema e abriu a primeira escola dedicada a arquitetura em Paris.

## Carreira
Dihl & Guerhard
Aos quatorze anos de idade, Merry-Joseph foi trabalhar no escritório de um tabelião, sob o conselho de seu tio materno. Depois de dois anos se queixando ao seu pai, em 1797, começou a trabalhar como aprendiz na fábrica de porcelana Dihl e Guerhard, onde jovens recebiam lições de desenho do célebre Charles-Etienne. Por volta de 1801, a demanda por porcelana da fábrica onde trabalhava aumentou tanto que o departamento de desenho foi eliminado e os aprendizes teriam que se concentrar apenas nas técnicas decorativas mais adequadas às demandas de produção em massa.
Estúdio de Regnault e o Prix de Rome
Em 1801, mais uma vez, Blondel convenceu seu pai a quebrar seu contrato de aprendiz, pois devido ao seu talento para desenhar, garantiu um lugar no estúdio do barão Jean-Baptiste Regnault. Depois de aproximadamente um ano, Blondel ganhou o apelido de Monsieur de Cinq-Prix (Sr. Cinco Prêmios) entre os seus colegas do estúdio, dado ao número de medalhas e prêmios que ganhou devido ao seu desenho.
A entrada de Blondel no Salão de 1803, com a pintura Aeneas rescuing his father from the burning city of Troy, o proporcionou o Prêmio de Roma (Prix de Roma). Porém, devido a uma mudança no sistema e à suspensão temporária das bolsas de estudo, nenhum estudante foi enviado à Academia da França em Roma naquele ano e Blondel esperou até 1809 para ocupar seu lugar na Villa Medici.

### Roma e Ingres
Ao chegar à Villa Medici, em 1809, Blondel tornou-se amigo de Ingres, que, como as cartas entre os dois artistas demonstraram, foi uma amizade que durou o resto de suas vidas. Em 1835, Ingres foi diretor da Academia da França em Roma e Blondel aparentemente seria seu sucessor em 1840. Blondel ficou na Villa Medici como convidado de Ingres, juntamente com sua segunda esposa, Louise Emilie Delafontaine, durante quatro meses em 1839. Quando Blondel foi inesperadamente ignorado para o cargo de diretor da Academia, Ingres lhe enviou uma carta de condolências.